# ジャンボニンニク

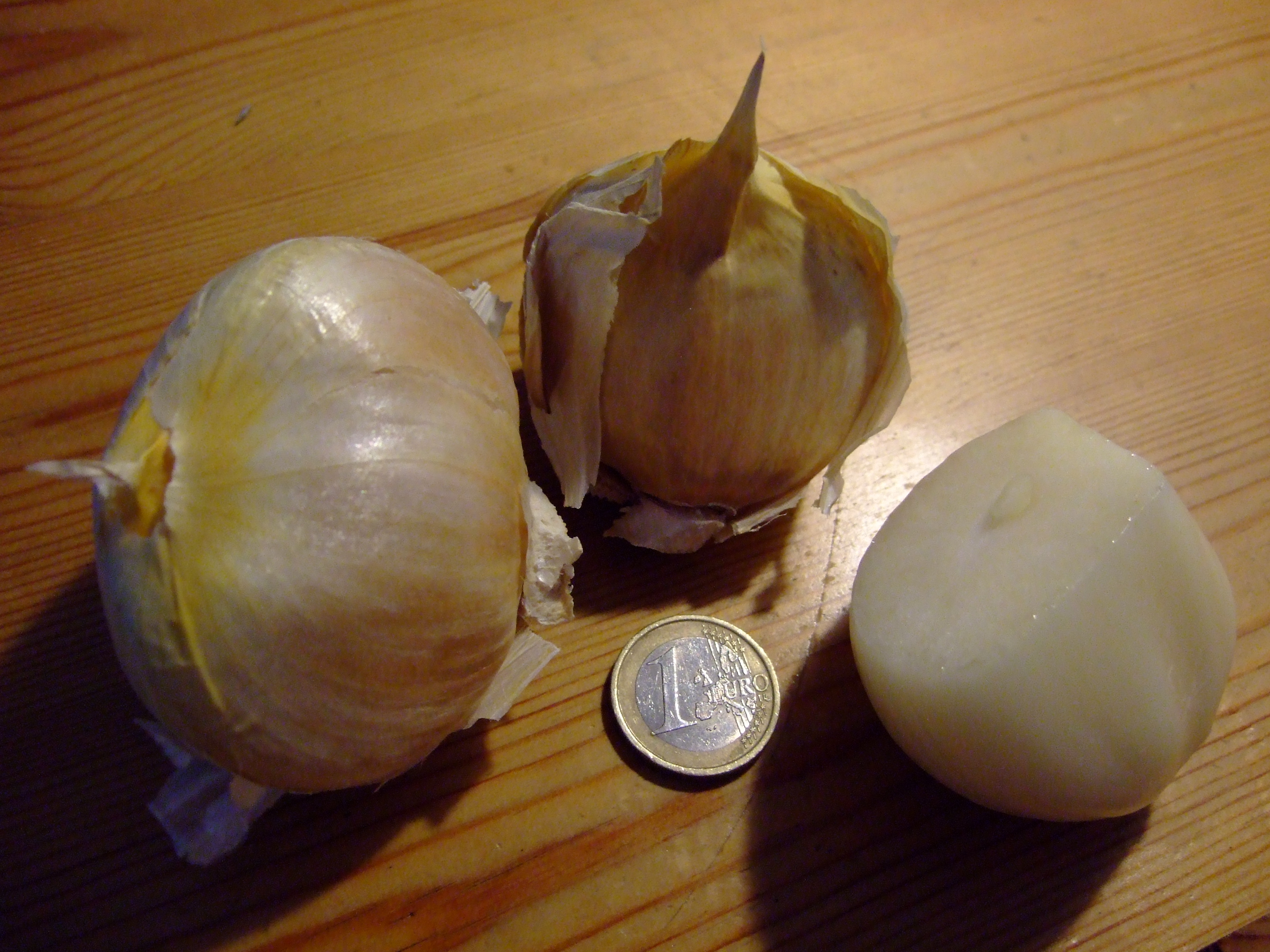
単一の鱗片からなる鱗茎

ジャンボニンニク（Allium ampeloprasum var. ampeloprasum）は、ネギ属に属する植物である。「無臭ニンニク」や「ジャンボリーキ」という呼称で販売されているが、ニンニクとは別の種で、リーキと同じ種（Allium ampeloprasum）の別変種である。

## 概要
背が高く中実の花柄と広く平らな葉はリーキによく似ているが、ニンニクに似た鱗片からなる大きな鱗茎を作る。匂いはニンニクと全く同じではないが、リーキよりはニンニクに近い。刺激は少なくマイルドで、スープやサラダなどに利用される。生食の場合、口当たりがはるかによいと感じられることがある。

## 栽培
完熟した鱗茎は非常に大きな鱗片からなる。鱗片は薄皮を持ち、料理や繁殖に用いられる。鱗茎の外側には硬い皮を持つ小さい鱗片（ヒヨコの頭によく似ている）がある。使われないこともあるが、これら小さい鱗片は植えると初年には開花しない植物となり、単一の鱗片からなる鱗茎を作る。翌年にはこの単一の鱗片が分裂して複数の鱗片になる。一般には種子で繁殖されることはない。

## 成分
破砕してDARTイオン源で分析した場合、ニンニクと同じくアリシンや、ニンニクには無く、タマネギやリーキにあるsyn-プロパンチアール-S-オキシド（タマネギの催涙成分）が検出されるため、ニンニクよりリーキに近いとする分類とされている。